# András László (író, 1919–1988)
András László, 1946-ig Fischl László, írói álneve: Falus László (Budapest, 1919. november 30. – Budapest, 1988. május 11.) író, műfordító. 
1937-ben Budapesten érettségizett le. 1939-től 1946-ig Spanyolországban élt. Hazatérése után a Szikra Könyvkiadó szerkesztője volt. Ezután 1946 és 1949 között a Nagyvilágnál dolgozott. Ő szerkesztette a Magyar Szemle spanyol nyelvű kiadását.

## Főbb művei
- Reménytelen szerelem (1965)
- Halott teve (1968)
- Jelentések a központnak (1973)[1]
- Titkos küldetés (önéletrajzi regény; 1978)
- A Madách rejtély (1983)
- Váltóláz (1983)